# 1,5,7-Triazabicyclo(4.4.0)dec-5-en
1,5,7-Triazabicyclo[4.4.0]dec-5-en ist als bicyclisches Guanidin eine sehr starke Base, die in einer Vielzahl von basenvermittelten Umsetzungen der Organischen Chemie Verwendung findet.

## Herstellung
Eine umständliche, mehrstufigen Synthese geht von 1,3-Diaminopropan und Kohlenstoffdisulfid (CS2) aus.
Eine jüngere Alternativroute verwendet die teuren Ausgangsstoffe Tetramethylorthocarbonat und Bromwasserstoffsäure. Überlegen ist die Darstellung von Triazabicyclodecen aus Bis(3-aminopropyl)amin und Kohlenstoffdisulfid in Gegenwart einer starken Säure, wie z. B. para-Toluolsulfonsäure, die TBD in 86%iger Ausbeute liefert.
Der effizienteste Syntheseweg zu 1,5,7-Triazabicyclo[4.4.0]dec-5-en scheint die Umsetzung von Guanidin oder Cyanamid mit Bis(3-aminopropyl)amin in Gegenwart starker Säuren zu sein, wobei unter Abspaltung von Ammoniak TBD in 95- bis 97%iger Ausbeute gebildet wird.

## Eigenschaften
1,5,7-Triazabicyclo[4.4.0]dec-5-en ist ein weißes bis hellgelbes Kristallpulver, das sich in Wasser, Ethanol, Acetonitril und anderen Lösungsmitteln, wie Toluol, THF, DMSO und Dichlormethan löst.
Als bicyclisches Guanidinderivat ist TBD eine sehr starke Base, deren Basizität (korrespondierender pKS-Wert = 26,2) zwischen dem der Aminbase 1,1,3,3-Tetramethylguanidin TMG (13,6) und dem Phosphazen P4-t-Bu (42,7) liegt.

## Anwendungen
1,5,7-Triazabicyclo[4.4.0]dec-5-en katalysiert den Isotopenaustausch H → D in Ketonen und Carbonsäureestern, wie Phenylessigsäuremethylester, bereits bei Raumtemperatur mit hohen Ausbeuten bis 97 %.
Als starke Base katalysiert TBD Aldolkondensationen, wie z. B. die Reaktion von Benzaldehyd mit Heptanal zu Jasminaldehyd
Die flüssige Base TBD kann durch Einleiten von CO2 ausgefällt, durch Filtrieren isoliert und durch Erhitzen auf 130 °C unter Schutzgas wiedergewonnen werden.
Die Aminolyse von Carbonsäureestern wird durch TBD katalysiert, wie z. B. bei der Umsetzung von Phenylessigsäuremethylester mit Benzylamin.
Unter optimierten Bedingungen (30 % TBD, 75 °C) entsteht das Amid in 94%iger Ausbeute.
TBD katalysiert bereits bei niedriger Dosierung (0,1 %) die ringöffnende Polymerisation von Lactonen zu Polyestern, wie z. B. von Lactid mit dem Initiator Benzylalkohol in Methylenchlorid zu Polymilchsäure, in 99%iger Ausbeute innerhalb von 20 Sekunden.
Mit anderen cyclischen Estern, wie γ-Valerolacton und ε-Caprolacton können bei höheren TBD-Konzentrationen (0,3 oder 0,5 %) innerhalb von 0,5 h bzw. 8 h in hohen Ausbeuten Polymere mit brauchbaren Molmassen erhalten werden.
Auch das sechsgliedrige δ-Valerolacton, nicht jedoch das erheblich reaktivere, viergliedrige β-Butyrolacton, liefert TBD-katalysiert den entsprechenden Polyester mit geringer Polydispersität (PDI) Q.
Die niedrigen Q-Werte der erhaltenen Polymere weisen auf das Vorliegen einer lebenden Polymerisation hin.
Cyclische Carbonate, wie z. B. 1,3-Dioxan-2-on (Trimethylencarbonat) oder stickstoffhaltige achtgliedrige Cyclocarbonate können mit Triazabicyclodecen zu funktionellen Polycarbonaten polymerisiert und copolymerisiert werden.